# Paweł Łączkowski
Paweł Julian Łączkowski (* 31. Juli 1942 in Kielce) ist ein polnischer Politiker (PChD, AWS). Er gehörte dem Sejm von 1989 bis 1993 und 1997 bis 2001 in der X. (Volksrepublik), I. und III. (Dritte Republik) Wahlperiode an. 1992/93 war er in der Regierung von Hanna Suchocka stellvertretender Ministerpräsident.

## Leben und Beruf
Paweł Łączkowski, jüngerer Bruder des polnischen Verfassungsrichters Wojciech Łączkowski (1933–2023), schloss 1966 sein Jurastudium an der Adam-Mickiewicz-Universität Posen ab. Anschließend wurde er mit einem soziologischen Thema promoviert und forschte an der Polnischen Akademie der Wissenschaften. Bis 1989 arbeitete er als Abteilungsleiter im zentralen Zentrum für Bildung und Fortschritt in der Landwirtschaft. Er ist Mitglied der Wissenschaftsgesellschaft der Poznańskie Towarzystwo Przyjaciół Nauk, deren Ausschuss für Soziologie er leitete. Er arbeitete am Ostinstitut der Adam-Mickiewicz-Universität und am Collegium Polonicum in Słubice.

## Politik
In der Zeit der Volksrepublik war Łączkowski ab 1980 Mitglied der unabhängigen Gewerkschaft Solidarność.
Bei den halbfreien Wahlen zum „Vertragssejm“ 1991 wurde er für da Bürgerkomitee der Solidarność gewählt. Bei der Parlamentswahl 1991 wurde er als Mitglied der Partia Chrześcijańskich Demokratów (PChD) in den Sejm gewählt. Im Sejm gehörte er der Fraktion Konwencja Polska an, an der sich seine Partei beteiligt hatte. 1992/93 war er stellvertretender Ministerpräsident und Vorsitzender des Kabinettsausschusses für Sozial- und Wirtschaftsfragen in der Regierung von Hanna Suchocka. Von 1992 bis 1999 war er Vorsitzender der PChD und anschließend bis 2002 einer der Vorsitzender der „Porozumienie Polskich Chrześcijańskich Demokratów“. Mit der PChD beteiligte er sich am Wahlbündnis Akcja Wyborcza Solidarność (AWS) und wurde bei der Parlamentswahl 1997 wieder in den Sejm gewählt. Bei der Parlamentswahl 2001 kandidierte er erneut für die PChD auf der AWS-Liste, die aber lediglich 5,6 % der Stimmen erhielt und damit an der 8-%--Hürde für Wahlbündnisse scheiterte. In der Folge zog er sich aus der Politik zurück.

## Auszeichnungen
- 2011 Offizierskreuz des Ordens Polonia Restituta[6]
- 2020 Krzyż Wolności i Solidarności[7]